# Zoutglazuur

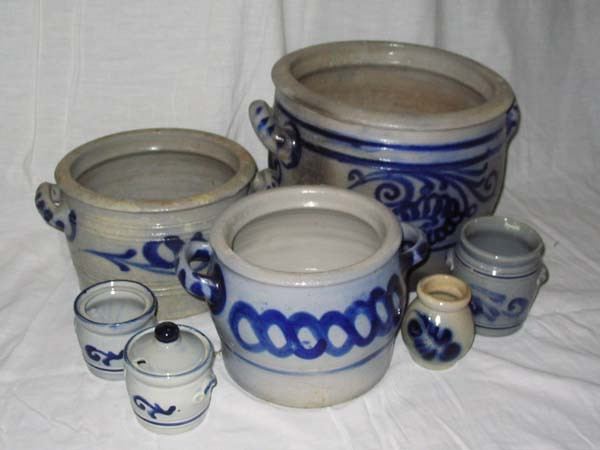

Zoutglazuur is een chemische verbinding tussen een keramisch oppervlak en zout. Het ontstaat door aan keramiek tijdens het bakproces zout of soda toe te voegen, bij een temperatuur tussen de 1100°C en 1250°C. Het natrium werkt als smeltmiddel waardoor het oppervlak van het keramiek smelt tot een glasachtige laag terwijl de massa eronder onveranderd blijft.
Als een aardewerken pot —die voor een deel zouten bevat —gebakken wordt bij een temperatuur van ± 1180°C, en men voegt aan dat mengsel extra zouten toe, zullen de toegevoegde zouten en de zouten in de klei een verbinding aangaan en het keramisch oppervlak doen smelten.
Bekende voorbeelden van zoutgeglazuurde voorwerpen zijn: Keulse potten, Beierse bierpullen, wastobbes en baden uit La Borne (Frankrijk) en zuurkoolvaten. 
Hét grote voordeel van zoutglazuur is dat het volledig waterdicht is en vervolgens ook volledig zuurbestendig.  Daarom zijn vaten van dit materiaal gemaakt uitermate geschikt voor de opslag van zuren, zouten, gif en andere vloeibare milieubelastende stoffen.